# Eduardo Arroyo
Eduardo Arroyo (Madrid, 26 febbraio 1937 – Madrid, 14 ottobre 2018) è stato un pittore spagnolo.
Emigrato a Parigi nel 1958, partecipò nel 1965 alla mostra La figurazione narrativa. I suoi quadri sono intrisi di denuncia politica e sociale.

## Premi e riconoscimenti
Premio Ubu - 1983/1984
Migliore scenografia per Nostalgia